# Horsabäck
Horsabäck är en by i södra Halland i Laholms kommun. Byn är belägen mellan Våxtorp och Hishult. Fram till 1979 fanns det två lanthandelsaffärer där. Idag finns en möbel och heminredningsbutik "Malmnäs Möbler & Interiör" och "Horsabäcks perenner" kvar som rörelse i byn. Horsabäcks kvarn med laxtrappa vid Smedjeån ligger längs "Möllevägen". Där kan man fiska både lax och öring. Hallandsleden går förbi kvarnen längs ån.